# Litsea elongata
Litsea elongata (Nees) Hook. f. – gatunek rośliny z rodziny wawrzynowatych (Lauraceae Juss.). Występuje naturalnie w Indiach, Nepalu oraz południowo-wschodnich Chinach (w prowincjach Anhui, Fujian, Guangdong, Kuejczou, Hubei, Hunan, Jiangsu, Jiangxi, Syczuan, Junnan, a także Zhejiang oraz w regionach autonomicznych Kuangsi i Tybet). 

## Morfologia
PokrójZimozielone drzewo dorastające do 12 m wysokości. Gałęzie są silnie owłosione i mają brązową barwę.
LiścieNaprzemianległe lub prawie okółkowe. Mają lancetowaty lub podłużnie lancetowaty kształt. Mierzą 5–22 cm długości oraz 1,5–6 cm szerokości. Są owłosione od spodu. Nasada liścia jest klinowa. Blaszka liściowa jest o krótko spiczastym wierzchołku. Ogonek liściowy jest nagi i dorasta do 20–25 mm długości.
KwiatySą niepozorne, jednopłciowe, zebrane po 4–5 w baldachy, rozwijają się w kątach pędów. Okwiat jest zbudowany z 6 listków o owalnym kształcie i żółtej barwie. Kwiaty męskie mają 9–12 pręcików.
OwoceMają podłużny kształt, osiągają 11–13 mm długości i 7–8 mm szerokości, mają czarnopurpurową barwę.

## Biologia i ekologia
Roślina dwupienna. Rośnie w widnych lasach oraz zaroślach. Występuje na wysokości od 500 do 2300 m n.p.m. Kwitnie od maja do listopada, natomiast owoce dojrzewają od lutego do czerwca. 

## Zmienność
W obrębie tego gatunku wyróżniono jedną odmianę:
- Litsea elongata var. faberi (Hemsl.) Yen C. Yang & P.H. Huang
- Litsea elongata var. subverticillata (Yen C. Yang) Yen C. Yang & P.H. Huang